# Сибирска чинка
Сибирската чинка (Carpodacus roseus) е вид дребна пойна птица от семейство Чинкови.

## Разпространение
Обитава гористи местности в Русия (предимно в Среден и Източен Сибир), Казахстан, Монголия, Китай, Северна и Южна Корея. Отделни екземпляри се срещат и в Източна и Средна Европа.

## Описание
Мъжките на сибирската чинка са оцветени в пурпурно-розово със сребристи пера на главата. Женските са кафяви, с розов оттенък. Песните на този вид са тихи, състоящи се от многократно повтаряне на кратки позивни сигнали.